# 옛날 나 어릴적에 (1981년 드라마)
《옛날 나 어릴적에》는 1981년 1월 2일에 방영된 한국방송공사 1TV 특집드라마이다. 1993년에는 해당 드라마를 리메이크한 동명의 드라마가 방영되었다.

## 제작진
- 극본 : 김수현
- 연출 : 김수동

## 출연진
- 곽경환
- 김세윤
- 노주현
- 반효정
- 서인석
- 선우은숙
- 정애란
- 신구
- 여운계
- 이덕화
- 이미숙
- 정애리
- 차화연
- 최정훈
- 황정아